# Juillet 1822

## Événements
- France : échec d’un complot charbonnerie à Colmar.

- 1er juillet : inauguration du Diorama de Jacques Daguerre et Charles Marie Bouton, 4, rue Samson à Paris.

- 5 juillet : l’anglais est institué seule langue officielle de la Colonie du Cap[1].

- 7 juillet, Espagne : affrontements de rue entre exaltés et royalistes à Madrid. Les modérés cèdent la place aux libéraux exaltés (progressistes). L’opposition des absolutistes s’accroît. Le 15 août, ils fondent une régence à la Seu d'Urgell et pratiquent la guérilla[2].

- 15 juillet : ouverture du Café de Paris, à l'angle du boulevard des Italiens et de la rue Taitbout.

- 16 juillet : victoire des Ottomans sur les insurgés grecs à la bataille de Péta[3].

- 21 juillet : couronnement de l'empereur Augustin Ier du Mexique (fin en 1823)[4].

- 26 - 27 juillet : rencontre entre Simón Bolívar et José de San Martín à Guayaquil au sujet de l'indépendance de l'Amérique du Sud espagnole.

## Naissances
- 2 juillet : Prosper Drion, sculpteur belge († 27 janvier 1906).
- 11 juillet : Jean-Baptiste-Eugène-César Reverdy, peintre français († 24 mars 1881).
- 13 juillet : Heinrich Louis d'Arrest (mort en 1875), astronome prussien.
- 15 juillet : Charles Busson, peintre français († 4 avril 1908).
- 22 juillet : Gregor Mendel (mort en 1884), moine et botaniste tchèque.

## Décès
- 8 juillet : Percy Bysshe Shelley, poète romantique britannique noyé en Italie (1792-1822).
- 23 juillet : Peter Durand (né en 1766), inventeur anglais.